# Santa Cruz del Valle Urbión
Santa Cruz del Valle Urbión – gmina w Hiszpanii, w prowincji Burgos, w Kastylii i León, o powierzchni 33,92 km². W 2011 roku gmina liczyła 101 mieszkańców.